# John Shirley

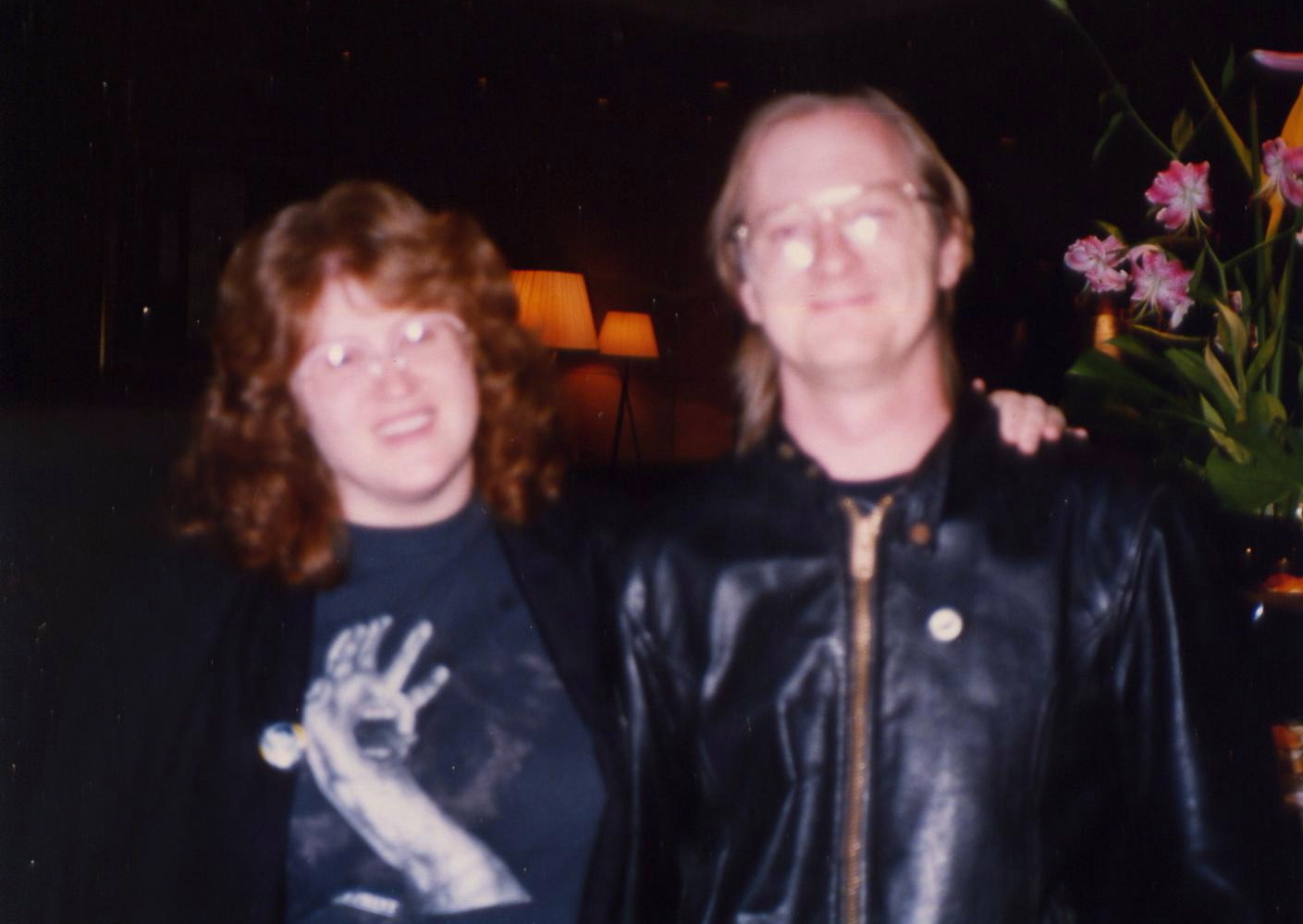
John Shirley och N A Collins.

John Shirley, född 10 februari 1953 i Houston, Texas, USA, science fiction-författare. Anses vara en av grundarna av cyberpunk, tillsammans med William Gibson, Rudy Rucker, Bruce Sterling, Lewis Shiner och Pat Cadigan.

### Romaner
- Transmaniacon (1979)
- Dracula in Love (1979)
- City Come A-Walkin'  (1980)
- Three-Ring Psychus (1980)
- The Brigade (1981)
- Cellars (1982)
- A Song Called Youth Series (även känd som Eclipse Trilogy):
  - Eclipse (1985)
  - Eclipse Penumbra (1988)
  - Eclipse Corona (1990)
- In Darkness Waiting (1988)
- Kamus of Kadizar: The Black Hole of Carcosa (1988)
- A Splendid Chaos (1988)
- Wetbones (1991)
- Silicon Embrace (1996)
- Demons (2000), kort roman
- ...And the Angel with Television Eyes (2001)
- The View From Hell (2001), kort roman
- Her Hunger (2001), kort roman
- Spider Moon (2002)
- Demons, ny version som inkluderar en till kort roman, uppföljaren Undercurrents (2002)

### Novellsamlingar
- Black Butterflies
- Darkness Divided
- Really, Really, Really, Really Weird Stories

## Citat
- "John Shirley was cyberpunk's Patient Zero, first locus of the virus, certifiably virulent." -- William Gibson

- "Barely street-legal, Shirley's Bosch-like visions mark him out as perhaps the closest thing contemporary American fantasy has to a genuine 'outsider artist.'" -- William Gibson